# Peter Angelis

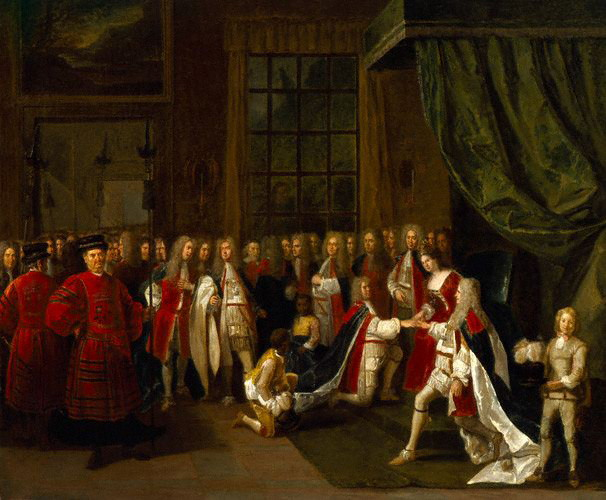
La reina Ana y los Caballeros de la Jarretera de aproximadamente 1720, ahora en la Galería Nacional de Retratos

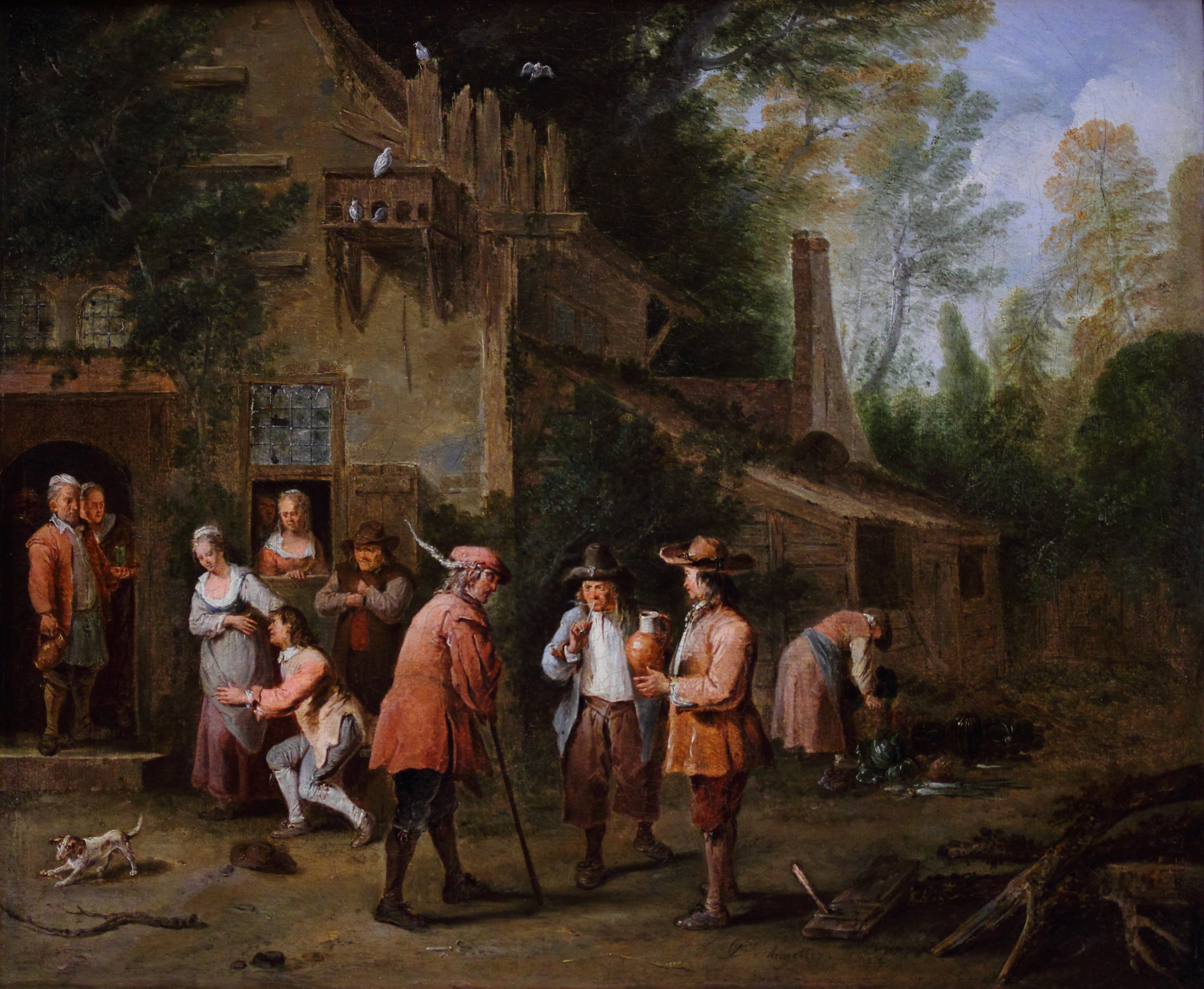
Escena en un patio de posada, 1724, ahora en el Museo de Bellas Artes de Rennes

Peter Angelis, conocido como Pieter Angellis, Pieter Anchillus, Pieter van Angellis o Pieter Angelles (Dunkerque, 5 de noviembre de 1685-Rennes, 1734), fue un pintor francés activo en Flandes, Alemania, Italia, Inglaterra y Francia.

## Biografía
Peter Angelis nació en Dunkerque en 1685. Después de aprender los rudimentos del arte en su ciudad natal, visitó Flandes y Alemania, y pasó un tiempo en Amberes, donde fue nombrado maestro de la Guilda de San Lucas, entre 1715 y 1716; y en Düsseldorf, donde tuvo la oportunidad de formarse estudiando las pinturas de la Galería Electoral. Pintó piezas de conversación y paisajes con pequeñas figuras, en las que a menudo introducía frutas y peces.
Hacia 1719 se trasladó a Inglaterra, donde tuvo un gran éxito y permaneció durante dieciséis años. En 1727 partió hacia Italia y pasó tres años en Roma, donde sus cuadros fueron admirados. Pero siendo de carácter reservado, y sin ostentación, exhibió sus obras con desgana, su carácter estudioso y sobrio lo inclinó más a la búsqueda de su arte que al avance de su fortuna. Tenía la intención de regresar a Inglaterra, pero cuando llegó a Rennes, en Bretaña, encontró su trabajo en tal demanda allí que decidió quedarse. Murió en Rennes en 1734.

Horace Walpole escribió de él:
Sus modales eran una mezcla de Teniers y Watteau, con más gracia que el primero, más naturaleza que el segundo. Su lápiz era fácil, brillante y fluido, pero su color era demasiado débil y sin nervios. Posteriormente adoptó los hábitos de Rubens y van Dyck, más pintorescos en verdad, pero no tan adecuados para mejorar sus producciones en lo que consistía en su principal belleza, la vida familiar.
Se cree que Reina Ana de Angelis y los Caballeros de la Jarretera representan en una ceremonia celebrada en el Palacio de Kensington en 1713, varios años antes de su llegada a Inglaterra. Ahora está en la colección de la National Portrait Gallery.